# هنري نيوفيلد
هنري نيوفيلد Henry Neufeld (مارس 1923 - ديسمبر 1986) كان طبيب قلب وباحث إسرائيلي.
شملت اهتماماته البحثية والتدريسية أمراض القلب وعلم الأوبئة وعلم الوراثة والهندسة الطبية الحيوية. شغل منصب كبير العلماء في وزارة الصحة الإسرائيلية وكان مؤسس ومدير عيادة القلب في مستشفى شيبا في تل هشومير.
حصل على جائزة إسرائيل في الطب في عام 1985.

## حياته
ولد نيوفيلد في لوفيك في بولندا في 13 مارس 1923، وحصل على درجة الدكتوراه في الطب من جامعة فيينا عام 1948 وأكمل تدريبه كطبيب مقيم هناك عام 1951. ومن عام 1951 إلى عام 1959 عمل كطبيب قلب في مركز حاييم شيبا الطبي في تل أبيب.
وبعد قضاء عامين في الولايات المتحدة في مايو كلينك في روتشستر في مينيسوتا، وكزميل فخري في جامعة مينيسوتا، عاد نيوفيلد إلى مركز حاييم شيبا الطبي ليدير معهد القلب الجديد. وكان كبير العلماء في وزارة الصحة في إسرائيل (1962)، وأستاذ الطب في كلية الطب بجامعة تل أبيب وأستاذ أمراض القلب في كرسي حاييم شيبا لأمراض القلب في كلية الطب بجامعة تل أبيب. وترأس عددًا من اللجان الرئيسية في كلية الطب بجامعة تل أبيب ومجلس الشيوخ بجامعة تل أبيب. حصل على لقب أستاذ متميز في أمراض القلب، كرسي حاييم شيبا الاستثنائي لأمراض القلب، كلية ساكلر للطب، جامعة تل أبيب.
قدم نيوفيلد مساهمات واسعة بشكل غير عادي كعضو في جمعيات القلب المختلفة وجمعيات القلب. فكان رئيسًا لجمعية القلب الإسرائيلية. ورئيسًا لجمعية آسيا والمحيط الهادئ لأمراض القلب، والرئيس المنتخب للجمعية الدولية واتحاد أمراض القلب وأيضًا رئيس ومؤسس الجمعية الدولية للعلاج الدوائي للقلب والأوعية الدموية. وعمل لمدة فترتين كرئيس لمجلس محافظي مؤسسة العلوم الأمريكية الإسرائيلية الثنائية، وكان نائب رئيس مجلس أمراض القلب السريرية التابع للجمعية الدولية واتحاد أمراض القلب. وكان عضوًا في العديد من لجان منظمة الصحة العالمية، بما في ذلك فرقة العمل التابعة لمنظمة الصحة العالمية لمكافحة أمراض القلب وفرقة العمل التابعة لمنظمة الصحة العالمية لطوارئ القلب والأوعية الدموية.
وتم اختيار نيوفيلد أيضًا كعضو مدى الحياة في الأكاديمية الإسرائيلية للعلوم والإنسانيات في عام 1984، وفي عام 1985 حصل على جائزة إسرائيل للطب.
وكان عضوًا فخريًا في جمعيات القلب في المكسيك والبرتغال وأستراليا ونيوزيلندا وألمانيا وبريطانيا، بالإضافة إلى الزمالة الفخرية في مجلس أمراض القلب السريرية، جمعية القلب الأمريكية، وحصل على اقتباس فخري للإنجاز الدولي من جمعية القلب الأمريكية. ونشر أكثر من 400 مقالة في مجلات أمراض القلب الكبرى و10 كتب و22 فصلاً في كتاب.
وتكريمًا لذكرى نيوفيلد، أنشأ البنك السعودي الفرنسي في عام 1987 جائزة نيوفيلد التذكارية للأبحاث، والتي تُمنح للمشروع الجديد الأكثر تميزًا وأصالة في العلوم الصحية. وتُمنح المنحة سنويًا وتمنح للباحثين الذين يعتبر مشروعهم الأكثر تميزًا وأصالة.